# Phaius reflexipetalus
Phaius reflexipetalus är en orkidéart som beskrevs av Jeffrey James Wood och Phyau Soon Shim. Phaius reflexipetalus ingår i släktet Phaius och familjen orkidéer. Inga underarter finns listade i Catalogue of Life.